# Bothrops sanctaecrucis
Bothrops sanctaecrucis là một loài rắn trong họ Rắn lục. Loài này được Hoge mô tả khoa học đầu tiên năm 1966.
Đây là loài đặc hữu của Nam Mỹ. Phạm vi địa lý
Loài rắn này được tìm thấy ở Bolivia trong các tỉnh Beni và Santa Cruz.
Địa phương điển hình là "Río Sécure, Oromono, Bolivia".